# Enzo Trinidad
Enzo Trinidad (Máximo Paz, 19 settembre 1996) è un calciatore argentino, centrocampista del Def. Unidos.

## Caratteristiche tecniche
È un esterno sinistro.

## Carriera
Cresciuto nelle giovanili del Banfield, esordisce in prima squadra il 1º aprile 2014 subentrando ad Omar Zarif al 75' del match vinto per 2-0 contro il Patronato.
Segna la sua prima rete all'esordio in Primera División, il 16 agosto 2014, nella partita persa per 3-2 contro il Defensa y Justicia fissando il punteggio sul momentaneo 2-2.

## Palmarès
- Campionato argentino di seconda divisione: 1

Banfield: 2013-2014